# Berlin (Massachusetts)
Berlin – miasto w Stanach Zjednoczonych, w stanie Massachusetts, w hrabstwie Worcester.